# Liu Jiansheng
Liu Jiansheng (chinesisch 劉建生 / 刘建生, Pinyin Liú Jiànshēng; * 7. Februar 1972) ist ein ehemaliger chinesischer Fußballspieler.
Der Torhüter spielte bis 1999 beim FC Liaoning. Mit dem Klub stieg er 1998 in die Jia-A-Liga, die Vorläuferin der Chinese Super League, auf und wurde im nächsten Jahr Vize-Meister. 2000 war er bei Shanghai Shenhua und 2001 wechselte er wieder zu Liaoning, der am Ende der Saison in der Meisterschaft Dritter wurde. 2004 wurde er bei einer Dopingkontrolle positiv auf Methamphetamin getestet und für drei Jahre gesperrt, woraufhin er seine Laufbahn beendete.